# Solymus pictor
Solymus pictor – gatunek chrząszcza z rodziny kózkowatych i podrodziny zgrzypikowych. Jedyny przedstawiciel rodzaju Solymus.

## Zasięg występowania
Afryka Wschodnia i Południowa, notowany w Tanzanii, Mozambiku, Namibii oraz w RPA.